# Kostka introligatorska

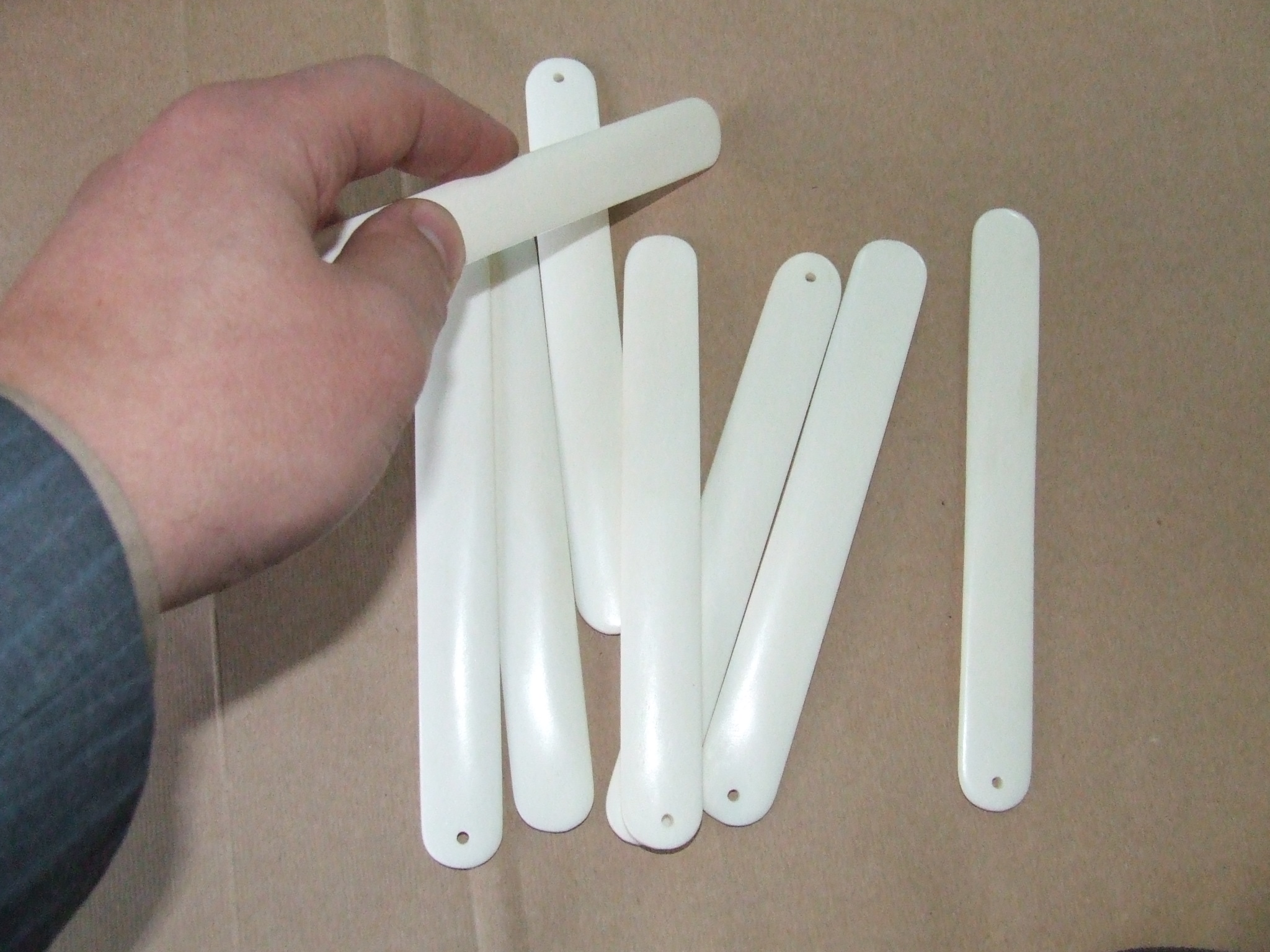
Kostki introligatorskie

Kostka introligatorska – narzędzie stosowane w introligatorstwie: płaskie, podłużne i zaokrąglone, wykonane z kości zwierząt lub materiałów syntetycznych, służące do bigowania, czyli zagniatania (bez niszczenia zagniatanego materiału) oraz wygładzania.